# 鑄幣塔

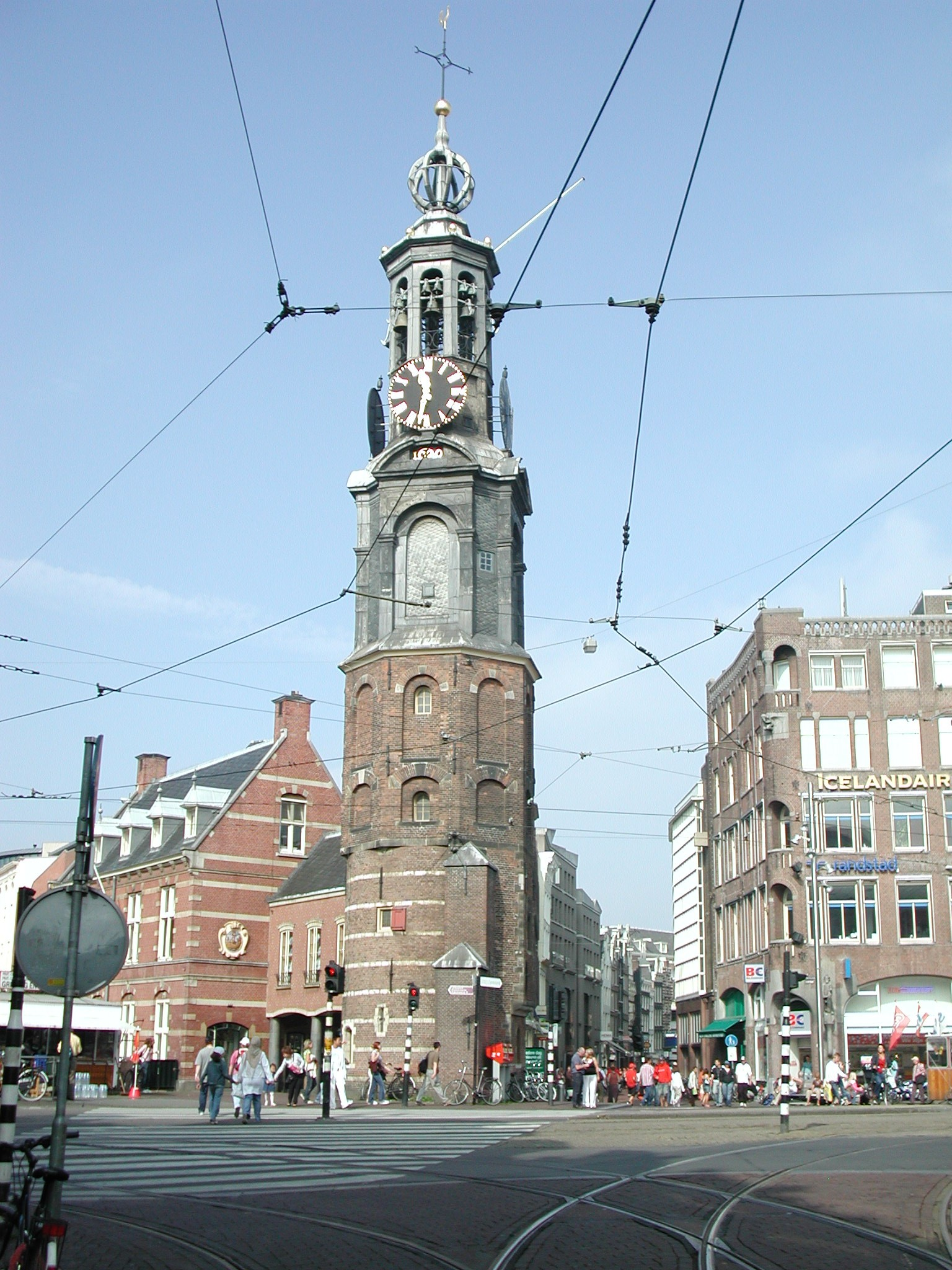
鑄幣廣場邊的鑄幣塔

鑄幣塔（荷蘭語：Munttoren），又稱孟圖恩塔，是位於荷蘭阿姆斯特丹市中心的一座古代塔，位於鑄幣廣場（Muntplein）邊，阿姆斯特爾河與信鈕運河（Singel）交會處。臨近花卉市場，為卡弗街（Kalverstraat）東邊的盡頭。

## 历史
該塔最初是中世紀阿姆斯特丹城牆一座城門（Regulierspoort）的一部份，建於1480年， 該城門有兩座塔樓和一個警衛室。1618年城門失火被毀，只留下警衛室和西部塔樓的一部份。在1620年因荷蘭文藝復興重建， 設計者是亨德里克·德·凯泽。17世紀時，曾在此鑄造錢幣，因此得名。

## 圖片
|  |  |  |